# 楠達 (紐約州村)
楠達（英語：Nunda）是位於美國紐約州利文斯頓縣的村。

## 人口
根據2020年美國人口普查的數據，楠達的面積為2.53平方千米，皆為陸地。當地共有人口1169人，而人口密度為每平方千米462人。